# Primera División Femenina de baloncesto 1987-88
La temporada 1987-88 de la Liga Femenina fue la 25ª temporada de la liga femenina de baloncesto. Se disputó entre 1987 y 1988, culminando con la victoria de Caixa Tarragona.

## Primera fase

### Grupo A
| Pos. | Equipo                 | PJ | G | P | PF  | PC  | DP   | Pts | Clasificación o descenso |
| ---- | ---------------------- | -- | - | - | --- | --- | ---- | --- | ------------------------ |
| 1    | Caixa Tarragona        | 10 | 8 | 2 | 868 | 714 | +154 | 18  | Clasifican al Grupo A-1  |
| 2    | Kerrygold Gran Canaria | 10 | 6 | 4 | 742 | 749 | −7   | 16  | Clasifican al Grupo A-1  |
| 3    | Font Vella             | 10 | 6 | 4 | 835 | 861 | −26  | 16  | Clasifican al Grupo A-1  |
| 4    | Celta Citroën          | 10 | 5 | 5 | 727 | 728 | −1   | 15  | Clasifican al Grupo A-2  |
| 5    | Fruco Canoe N. C.      | 10 | 3 | 7 | 700 | 748 | −48  | 13  | Clasifican al Grupo A-2  |
| 6    | CB Tintoretto          | 10 | 2 | 8 | 759 | 831 | −72  | 12  | Clasifican al Grupo A-2  |

 Fuente: BRD

### Grupo B
| Pos. | Equipo             | PJ | G | P | PF  | PC  | DP   | Pts | Clasificación o descenso |
| ---- | ------------------ | -- | - | - | --- | --- | ---- | --- | ------------------------ |
| 1    | Arjeriz Xuncas     | 10 | 9 | 1 | 755 | 626 | +129 | 19  | Clasifican al Grupo A-1  |
| 2    | Cepsa Tenerife     | 10 | 9 | 1 | 827 | 653 | +174 | 19  | Clasifican al Grupo A-1  |
| 3    | Natural Cusí       | 10 | 5 | 5 | 784 | 728 | +56  | 15  | Clasifican al Grupo A-1  |
| 4    | Valvi ADEPAF       | 10 | 3 | 7 | 738 | 707 | +31  | 13  | Clasifican al Grupo A-2  |
| 5    | Caixa Valencia     | 10 | 2 | 8 | 693 | 880 | −187 | 12  | Clasifican al Grupo A-2  |
| 6    | Jesuitinas Segovia | 10 | 2 | 8 | 701 | 904 | −203 | 12  | Clasifican al Grupo A-2  |

 Fuente: BRD

## Segunda fase

### Grupo A-1
| Pos. | Equipo                 | PJ | G | P  | PF  | PC  | DP   | Pts | Clasificación o descenso  |
| ---- | ---------------------- | -- | - | -- | --- | --- | ---- | --- | ------------------------- |
| 1    | Caixa Tarragona        | 10 | 8 | 2  | 798 | 682 | +116 | 18  | Clasifican a los Playoffs |
| 2    | Arjeriz Xuncas         | 10 | 7 | 3  | 768 | 660 | +108 | 17  | Clasifican a los Playoffs |
| 3    | Kerrygold Gran Canaria | 10 | 7 | 3  | 808 | 763 | +45  | 17  | Clasifican a los Playoffs |
| 4    | Cepsa Tenerife         | 10 | 4 | 6  | 745 | 745 | 0    | 14  | Clasifican a los Playoffs |
| 5    | Natural Cusí           | 10 | 4 | 6  | 714 | 774 | −60  | 14  | Clasifican a los Playoffs |
| 6    | Font Vella             | 10 | 0 | 10 | 682 | 891 | −209 | 10  | Clasifican a los Playoffs |

 Fuente: BRD

### Grupo A-2
| Pos. | Equipo             | PJ | G | P | PF  | PC  | DP   | Pts | Clasificación o descenso          |
| ---- | ------------------ | -- | - | - | --- | --- | ---- | --- | --------------------------------- |
| 1    | CB Tintoretto      | 10 | 8 | 2 | 805 | 643 | +162 | 18  | Clasifican a los Playoffs         |
| 2    | Fruco Canoe N. C.  | 10 | 7 | 3 | 681 | 671 | +10  | 17  | Clasifican a los Playoffs         |
| 3    | Valvi ADEPAF       | 10 | 6 | 4 | 645 | 638 | +7   | 16  | Acceso a la Promoción de descenso |
| 4    | Celta Citroën      | 10 | 5 | 5 | 762 | 677 | +85  | 15  | Acceso a la Promoción de descenso |
| 5    | Caixa Valencia     | 10 | 3 | 7 | 640 | 737 | −97  | 13  | Acceso a la Promoción de descenso |
| 6    | Jesuitinas Segovia | 10 | 1 | 9 | 626 | 793 | −167 | 11  | Acceso a la Promoción de descenso |

 Fuente: BRD

### Playoffs
|  | Cuartos de final            | Cuartos de final            | Cuartos de final            | Cuartos de final       | Cuartos de final    | Cuartos de final |                             |                             | Semifinales                 | Semifinales          | Semifinales | Semifinales | Semifinales | Semifinales |  |  | Final | Final | Final | Final | Final | Final |
|  |                             |                             |                             |                        |                     |                  |                             |                             |                             |                      |             |             |             |             |  |  |       |       |       |       |       |       |
|  |                             |                             |                             |                        |                     |                  |                             |                             |                             |                      |             |             |             |             |  |  |       |       |       |       |       |       |
|  |                             |                             |                             |                        |                     |                  |                             |                             |                             |                      |             |             |             |             |  |  |       |       |       |       |       |       |
|  | A1–1 Caixa Tarragona        | A1–1 Caixa Tarragona        | A1–1 Caixa Tarragona        | A1–1 Caixa Tarragona   | 71                  | 69               |                             |                             |                             |                      |             |             |             |             |  |  |       |       |       |       |       |       |
|  | A1–1 Caixa Tarragona        | A1–1 Caixa Tarragona        | A1–1 Caixa Tarragona        | A1–1 Caixa Tarragona   | 71                  | 69               |                             |                             |                             |                      |             |             |             |             |  |  |       |       |       |       |       |       |
|  | A2–2 Fruco Canoe N. C.      | A2–2 Fruco Canoe N. C.      | A2–2 Fruco Canoe N. C.      | A2–2 Fruco Canoe N. C. | 65                  | 58               |                             |                             |                             |                      |             |             |             |             |  |  |       |       |       |       |       |       |
|  | A2–2 Fruco Canoe N. C.      | A2–2 Fruco Canoe N. C.      | A2–2 Fruco Canoe N. C.      | A2–2 Fruco Canoe N. C. | 65                  | 58               | A1–1 Caixa Tarragona        | A1–1 Caixa Tarragona        | A1–1 Caixa Tarragona        | A1–1 Caixa Tarragona | 78          | 79          |             |             |  |  |       |       |       |       |       |       |
|  |                             |                             |                             |                        |                     |                  | A1–1 Caixa Tarragona        | A1–1 Caixa Tarragona        | A1–1 Caixa Tarragona        | A1–1 Caixa Tarragona | 78          | 79          |             |             |  |  |       |       |       |       |       |       |
|  |                             | A1–4 Cepsa Tenerife         | A1–4 Cepsa Tenerife         | A1–4 Cepsa Tenerife    | A1–4 Cepsa Tenerife | 58               | 65                          |                             |                             |                      |             |             |             |             |  |  |       |       |       |       |       |       |
|  | A1–4 Cepsa Tenerife         | A1–4 Cepsa Tenerife         | A1–4 Cepsa Tenerife         | A1–4 Cepsa Tenerife    | A1–4 Cepsa Tenerife | 58               | 65                          | 58                          | 74                          | 79                   |             |             |             |             |  |  |       |       |       |       |       |       |
|  | A1–4 Cepsa Tenerife         | A1–4 Cepsa Tenerife         | A1–4 Cepsa Tenerife         |                        |                     |                  |                             |                             |                             | 79                   |             |             |             |             |  |  |       |       |       |       |       |       |
|  | A1–5 Natural Cusí           | A1–5 Natural Cusí           | A1–5 Natural Cusí           | 60                     | 72                  | 72               |                             |                             |                             |                      |             |             |             |             |  |  |       |       |       |       |       |       |
|  | A1–5 Natural Cusí           | A1–5 Natural Cusí           | A1–5 Natural Cusí           | 60                     | 72                  | 72               | A1–1 Caixa Tarragona        | A1–1 Caixa Tarragona        | A1–1 Caixa Tarragona        | 90                   | 67          | 91          |             |             |  |  |       |       |       |       |       |       |
|  |                             |                             |                             |                        |                     |                  | A1–1 Caixa Tarragona        | A1–1 Caixa Tarragona        | A1–1 Caixa Tarragona        | 90                   | 67          | 91          |             |             |  |  |       |       |       |       |       |       |
|  |                             | A2–1 CB Tintoretto          | A2–1 CB Tintoretto          | A2–1 CB Tintoretto     | 72                  | 72               | 74                          |                             |                             |                      |             |             |             |             |  |  |       |       |       |       |       |       |
|  | A1–3 Kerrygold Gran Canaria | A1–3 Kerrygold Gran Canaria | A1–3 Kerrygold Gran Canaria | A2–1 CB Tintoretto     | 72                  | 72               | 74                          | 79                          | 70                          | 81                   |             |             |             |             |  |  |       |       |       |       |       |       |
|  | A1–3 Kerrygold Gran Canaria | A1–3 Kerrygold Gran Canaria | A1–3 Kerrygold Gran Canaria |                        |                     |                  |                             |                             |                             | 81                   |             |             |             |             |  |  |       |       |       |       |       |       |
|  | A1–6 Font Vella             | A1–6 Font Vella             | A1–6 Font Vella             | 77                     | 83                  | 80               |                             |                             |                             |                      |             |             |             |             |  |  |       |       |       |       |       |       |
|  | A1–6 Font Vella             | A1–6 Font Vella             | A1–6 Font Vella             | 77                     | 83                  | 80               | A1–3 Kerrygold Gran Canaria | A1–3 Kerrygold Gran Canaria | A1–3 Kerrygold Gran Canaria | 81                   | 83          | 80          |             |             |  |  |       |       |       |       |       |       |
|  |                             |                             |                             |                        |                     |                  | A1–3 Kerrygold Gran Canaria | A1–3 Kerrygold Gran Canaria | A1–3 Kerrygold Gran Canaria | 81                   | 83          | 80          |             |             |  |  |       |       |       |       |       |       |
|  |                             | A2–1 CB Tintoretto          | A2–1 CB Tintoretto          | A2–1 CB Tintoretto     | 79                  | 88               | 88                          |                             |                             |                      |             |             |             |             |  |  |       |       |       |       |       |       |
|  | A1–2 Arjeriz Xuncas         | A1–2 Arjeriz Xuncas         | A1–2 Arjeriz Xuncas         | A1–2 Arjeriz Xuncas    | 79                  | 88               | 88                          | 60                          | 74                          |                      |             |             |             |             |  |  |       |       |       |       |       |       |
|  | A1–2 Arjeriz Xuncas         | A1–2 Arjeriz Xuncas         | A1–2 Arjeriz Xuncas         | A1–2 Arjeriz Xuncas    |                     |                  |                             |                             |                             |                      |             |             |             |             |  |  |       |       |       |       |       |       |
|  | A2–1 CB Tintoretto          | A2–1 CB Tintoretto          | A2–1 CB Tintoretto          | A2–1 CB Tintoretto     | 71                  | 76               |                             |                             |                             |                      |             |             |             |             |  |  |       |       |       |       |       |       |
|  | A2–1 CB Tintoretto          | A2–1 CB Tintoretto          | A2–1 CB Tintoretto          | A2–1 CB Tintoretto     | 71                  | 76               |                             |                             |                             |                      |             |             |             |             |  |  |       |       |       |       |       |       |

### Promoción de descenso
| Local              | Agr. | Visitante               | Ida   | Vuelta |
| ------------------ | ---- | ----------------------- | ----- | ------ |
| Valvi ADEPAF A2–3  | 2–0  | A2–6 Jesuitinas Segovia | 75–45 | 72–71  |
| Celta Citroën A2–4 | 2–0  | A2–5 Caixa Valencia     | 76–50 | 69–57  |

## Postemporada
- Campeonas de la Primera División Femenina 1987-88: Caixa Tarragona (2º título).
- Campeonas de la Copa de la Reina 1987-88: Caixa Tarragona (3er título).
- Clasificadas para Copa de Europa de Campeonas 1988-89: Caixa Tarragona.
- Clasificadas para Copa Ronchetti 1988-89: CB Tintoretto y Caja Toledo (invitado por la FEB).
- Descendidas a Primera División B: no hay descensos por ampliación de la categoría. El Celta Citroën renuncia a la categoría.
- Ascendidas de Primera División B:  CB El Almendro, Real Zaragoza, CD Donosti, Caja Toledo y CB Navarra.